# Nicolai Edinger Balle
Nicolai Edinger Balle (født 12. oktober 1744 i Vestenskov ved Nakskov, død 19. oktober 1816 i København) var biskop over Sjælland fra 1783 til 1808.
Balles fader, Søren Pedersen Balle, var degn; han var en hæderlig og velstuderet mand. Moderen, Margrete Dorothea, født Mundt, var datter af en sekterisk sværmer, Christian Mundt, der ligeledes havde været degn i Vestenskov, men var blevet dømt fra embedet og døde i elendighed. Hun var tungsindig og tog sig selv af dage 1762 ved at hænge sig i sit huebånd. Efter hende, plejede sønnen at sige, har jeg arvet den godmodighed, man kærligt tillægger mig, men tillige det stærke hang til melankoli, jeg daglig må kæmpe med.

## Uddannelse
11 år gammel kom Balle i skole i Nakskov og efter faderens død 1758 i Slagelse Latinskole, hvorfra han 1762 dimitteredes til Københavns Universitet.
Her tog især professor Peder Holm sig af ham og skaffede ham stipendier, både medens han var student, og efter at han 1765 havde taget attestats, (embedseksamen), da det Rosenkrantzeske og Vinstrup-Resenske stipendium satte ham i stand til at foretage en udenlandsrejse. Denne varede fra 1766 til 1769.
Han opholdt sig mest i Leipzig, hvor han især hørte Gellert og Johann August Ernesti, der dengang omtrent var den mest ansete teolog i Europa. Han opfordrede Balle til at disputere for magistergraden; men da Holm var blevet bekendt med den i dette øjemed skrevne afhandling, tildelte det københavnske fakultet ham værdigheden, og Balle holdt nu forelæsninger i Leipzig.
Efter 1768 at have besøgt Halle og hørt Johann Salomo Semler, vendte han 1769 tilbage til Danmark, men drog samme år som hovmester for overkammerherre, grev Ditlev Reventlows sønner til Göttingen, hvor han især sluttede sig til kirkehistorikeren Christian Wilhelm Franz Walch, medens han følte sig mindre tiltalt af den dengang så berømte Michaelis. Her blev der tilbudt ham en plads som repetent i det teologiske seminarium, men da der hjemme blev tilbudt ham et dekanat på Kommunitetet og Borchs Kollegium, foretrak han dette og kom 1770 til København.
Det næste år udnævntes han til sognepræst for Kjettrup og Gjøttrup menigheder i Aalborg stift og ægtede der sin forlovede, Frederikke Severine Grundtvig, en datter af præsten Otto Jørgensen Grundtvig i Vallekilde, farfar til N.F.S. Grundtvig. Som landsbypræst følte han sig dog lidet tilfreds, og det var med glæde, han modtog en kaldelse som fjerde teologiske professor ved universitetet 1772.
Her var sindene så kort efter Johann Friedrich Struensees fald i en stærk bevægelse; biskop Johan Ernst Gunnerus' forslag til universitetets reformation var ikke blevet gennemført; men mange af de yngre var misfornøjede med dets tilstand. En af de mere mådeholdne, Johan Henrik Tauber, stod dengang Balle nær, medens han straks tog afstand fra de mere yderliggående som Niels Ditlev Riegels.
Men i det hele så den yngre slægt hen til ham som en af de mænd, af hvem man ventede sig noget betydeligt; han var en overmåde flittig professor, der ikke blot holdt mange forelæsninger, men også optrådte som skribent næsten i alle teologiske discipliner, med en dogmatik (Theses theologicæ, 1776), eksegetiske arbejder og et kirkehistorisk værk, og da han 1774 var blevet hofprædikant, udgav han en prædikensamling og begyndte at give de studerende praktisk anvisning til at prædike. Han blev ligeledes 1774 dr. theol.
I året 1781 døde Balles hustru, 34 år gammel, og det næste år ægtede han Johanne Frederikke Harboe (født 1756), datter af Sjællands biskop Ludvig Harboe.
Samtidig adjungeredes han af sin svigerfader i bispeembedet som hans tilkommende efterfølger. Harboe døde allerede næste år.
Balle tiltrådte sit embede med godt håb om at kunne holde bevægelsen i det spor, han anså for det rette. Han ville med al kraft modsætte sig den vantro og irreligiøsitet, som truede med at trænge ind i folket; men han var heller ikke blind for, at der mange steder trængtes til reformer, og han håbede med grund, at både hvor der skulle ske forandring, og hvor der skulle holdes tilbage, ville han have en støtte i Ove Høegh-Guldberg, der i virkeligheden var regeringens leder.
I det ene år, Guldberg endnu havde magten, gennemførtes det eneste af de talrige liturgiske reformforslag, der skulle blive sat igennem, idet eksorcismen ved dåben afskaffedes, og den nu brugelige af Balle forfattede dåbsformular indførtes. Det var vistnok også Balle, der gjorde regeringen opmærksom på Thomas Christopher Bruuns usædelige skrift: Mine Fritimer, om det end var mod hans hensigt og forventning, da det blev pålagt ham ved en undervisning i religion at afhjælpe forfatterens mangelfulde oplysning om kristendommen.
Men efter 1784 blev Balles stilling en anden; den faktisk næsten uindskrænkede pressefrihed benyttedes til at sætte alt muligt under debat; de talrige tidsskrifter og pjecer strømmede over af spot over kristendommen og præsterne; mange af disse, især de yngre, lode sig rive med af strømmen, og mellem de ældre var der ingen, der havde mod eller evne til at stå den imod. Da var det, Balle fandt sin plads, dels som den ubøjelige modstander af "Vantroens koaliserte Magter" fra regeringskredsene af ned til smudsbladene, men dels også som den, der følte sig forpligtet til at arbejde for de forandringer, tidsånden krævede, for så vidt de ikke rokkede ved, hvad der syntes ham det uforanderlige i kristendommen.

## Strid om kirkens skikke og traditioner
Allerede året efter regeringsforandringen 14. april 1784 fik Balle sin første strid. Han erkendte selv, at en forandring i liturgien var nødvendig, og den nye dåbsformular var kun indledningen til denne, som han vedblev at arbejde på hele sit liv.
Men nu blev sagen optaget fra en anden side. Den ansete hofprædikant Christian Bastholm udgav et Forsøg til en forbedret Plan i den udvortes Gudstjeneste, der tilsigtede at gøre denne kort, afvekslende og interessant. Efter dette forslag skulle alle kirkens skikke omgøres uden noget hensyn til traditionen og på en sådan måde, at det måtte virke i høj grad frastødende på alle, der havde noget begreb om, hvad gudstjenesten bør være.

Balle udgav mod Bastholm en pastoralskrivelse: Vej til Hæderlighed for gejstlige (1785), hvori han tog de gamle kirkeskikke i forsvar, og der udkom en hel litteratur af småpjecer, af hvilke mange overfaldt biskoppen med stor hadskhed; dette var ikke blot tilfældet med en sådan smædeskriver som Niels Ditlev Riegels; men Abraham Kall fandt det passende i Lærde Tidender at skrive: 
| Citat | Mand, som store, udmærkede Naturens Gaver, brændende Længsel efter at gavne, utrættelig Flid og Arbejdsomhed, vidt udbredt Lærdom og derhos også de lykkelig indløbende omstændigheder bestemte til at blive en af den danske kirkes allerstørste og nyttigste Mænd! kan nogen dansk mand rolig tåle at se dig på andre Veje end dem, der føre til sand Hæderlighed? | Citat |
|       | |       |

Hvortil der så føjes en advarsel om at vogte sig for Hans Poulsen Resen eksempel.
Dette var biskoppens første sammenstød med den herskende åndsretning; det skulle ikke blive det sidste.

## Ny lærebog til afløsning afPontoppidans Forklaring
Samtidig hermed begyndte Balle på et af de arbejder, hvormed han ville komme tidens krav i møde, idet han udarbejdede en ny lærebog, der skulle afløse Erik Pontoppidan den yngres lærebog Sandhed til gudfrygtighed.
Han androg hos kancelliet om i løbet af to år at måtte udarbejde en sådan bog; men også her kom Bastholm ham i forkøbet ved at udgive en Religionsbog for Ungdommen (1785). I denne var katekismusformen, som Balle dengang endnu holdt på, opgivet; men nogle år efter sluttede de to mænd sig sammen og udgav 1790 et forsøg til en lærebog; dette blev gennemgået først af den kommission, der var nedsat til almueskolevæsenets forbedring, derpå af det teologiske fakultet, og 1791 udkom Balles Lærebog i sin endelige skikkelse; den befaledes indført i skolerne inden 1794.

## Ny salmebog
Beslægtet hermed er et andet foretagende, nemlig udarbejdelsen af Evangelisk-kristelig Psalmebog. Salmebogen af 1778, som almindelig kaldes den Guldbergske, var et forsøg på at skaffe kristendommen indgang ved at iføre dens tanker en højt stemt poesis former; men den havde ikke fundet synderligt bifald, og den retning, den var udgået fra, var allerede gammeldags.
Thomas Kingos salmebog med sit stærkt ortodokse præg og sine gammeldags udtryk var for mange en torn i øjet. Balle frygtede for, at hvis forandringen af salmebogen opsattes, ville de dannede vende sig helt fra kirken.
I året 1790 udvirkede han regeringens tilladelse til at udarbejde en ny salmebog. Han selv, Werner Hans Frederik Abrahamson, Ove Malling, Knud Lyne Rahbek, Edvard Storm og Hans Vilhelm Riber skulle danne en kritisk kommission, som dels skulle bearbejde de ældre salmer, dels bedømme de nye, som man ventede at modtage fra 18 forskellige digtere, til hvilke komiteen henvendte sig. Der udkom prøvehæfter, der blev skarpt kritiseret, både af dem, der som Jacob Baden kunne se, at de gamle salmer var udvandede, og af dem, der klagede over, at der var bevaret for mange af de bibelske udtryk og fremstillinger.
Selve Evangelisk-kristelig Psalmebog, der udkom 1798, vidnede om, at udgiverne havde taget mest hensyn til den sidste art af kritik. Salmebogen lagde i så høj grad vægt på tydelighed og en sentimental opbyggelighed, at der ikke blev megen poesi tilbage i den, den udelod væsentlige sider af Bibelens lærdomme, og den mishandlede de gamle salmer på den uforsvarligste måde. Det anbefaledes at indføre salmebogen ved lærernes fornuftige forestillinger, og det lykkedes de fleste steder, om man end i adskillige sogne, især i Jylland, blev ved at gøre modstand imod den helt ind til midten af det 19. århundrede.

## Modstanden gør Balle mismodig
Hvis Balle har troet ved lære- og salmebogen at kunne tilfredsstille sin samtid, har han taget fejl. Netop i de sidste fire, fem år af århundredet blev han indviklet i strid så at sige med hele den dannede verden, og han havde en fornemmelse af, at hans overordnede i grunden sympatiserede med hans modstandere.
Den franske revolutions grundsætninger, som også lød her hjemme, opfyldte ham med frygt for fremtiden; han blev grebet af en sådan misstemning, at han tænkte på at nedlægge sit embede og blive landsbypræst eller at søge ansættelse i Tyskland.
Men hans mismod forhindrede ham ikke fra at stå fast over for modstanderne eller fra at gøre, hvad han anså for sin pligt, også hvor han forud vidste, at han kun ville høste spot og foragt. Vi skulle nærmere se på hans virksomhed i disse stridens år.

## Bibellæsninger
I året 1793 ansøgte han om tilladelse til at benytte Vajsenhuskirken til at holde bibellæsninger søndag aften. Han bad, at sagen måtte holdes hemmelig, til
resolutionen var faldet, at ikke den gamle avind, nag, som uophørlig havde forfulgt ham, også her skulle opkaste hindringer; «bagefter må Hovmod og Avind bruse og larme, saa meget de ville». Bibellæsningerne fik stort tilløb, og da Waisenhuset var brændt, fortsattes de i Garnisonskirken.
Men spot og bagvaskelser udeblev ikke; alle hånde onde rygter kom i omløb i byen, og i året 1796 skrev en navngiven fornem dame til Balle og meddelte ham disse i såre uforbeholdne udtryk: der fandt, skrev hun, sådanne uordener sted, at man sagde, "at her ikke er større Horehus i København, end Kirken er paa denne Tid".
Balle blev dybt rystet ved at modtage denne underretning; men han besluttede sig til som sædvanlig at gøre sagen fuldstændig offentlig, og det lykkedes ham på den måde både at bevise, at rygterne havde været usande, og at betrygge sig imod, at sådanne uordener i fremtiden kunne finde sted.

## Malthe Christian Møllers «Repertorium for Fædrelandets Religionslærere»
I året 1795 udgav en student, Malthe Christian Møller, der opholdt sig i Jena, Repertorium for Fædrelandets Religionslærere. Udgiveren holdt sit navn hemmeligt, angav, at han var præst, og vakte især opsigt ved at fremdrage enkelte, tydelig nok betegnede præster, som han dels roste, dels dadlede.
Balle blev opfordret til at træde op mod, at en præst skrev et skrift, der i mange punkter stred mod kirkens lære; han gjorde også dette i artikler i sit blad Pligtankeret; men da det snart kom for dagen, hvem forfatteren var, tabte interessen for repertoriet, fortegnelsen sig. Malthe Møller vedblev dog flere år efter at anse Balle for sin uven og uden al grund at tro sig forfulgt af ham.

## Malthe Conrad BruunsAristokraternes Katekismus
Intet skridt af Balle vakte dog større uvilje, end da han 1796 angav Malthe Conrad Bruuns skrift Aristokraternes Catechismus for kancelliet. Bruun havde ikke skånet kirken og kristendommen; men det var ikke dette, der bevægede Balle til at henvende sig til kancelliet; thi det var nu som altid hans overbevisning, at kristendommen forsvarer sig selv ved sin egen kraft.
Men loven truede den med straf, der ikke åbenbarede forseelser mod kongens højhed, og da Bruun havde angrebet suveræniteten, bestemte Balle sig "efter mangehaande Overvejelser i trende Dage" til at gøre kancelliet opmærksomt på, at når der skulle være trykkefrihed, så måtte man også sørge for, at sådanne ondskabsfulde og løgnagtige anfald blev gendrevet; han ville ingenlunde have Bruun straffet; men han ville, at regeringen, ligesom han selv altid gjorde, skulle træde sine fjender i møde i litteraturen.
Denne gang var det ikke blot smudspressen, der vendte sig mod Balle. Rahbek meldte sig ud af salmebogskommissionen, fordi han ikke ville arbejde med ham, og pressefrihedens ansete talsmand Michael Gottlieb Birckner skrev imod ham. Balle udgav sin indberetning; men «den blev kun læst af faa, fordi den var bleven saa skrækkelig udskregen».

## Tidens materialistiske livsanskuelse
Den materialistiske livsanskuelse, som i disse år førte ordet med så stor dristighed, var især fremtrådt i de talrige tidsskrifter.
Disse forøgedes 1796 med Jesus og Fornuften, udgivet af Otto Horrebow.
Dets opgave var at fremstille Jesu og fornuftens religion som en og den samme; "men Fornuftens Religion er kort og fattelig; den indeholder blot de tre Sætninger: Gud, Udødelighed og Dyd".
Mod dette og de andre vantro tidsskrifter trådte biskoppen i marken med sit religionsblad: Bibelen forsvarer sig selv, hvori han så at sige fulgte modstanderne side efter side og gendrev deres påstande.

## Trykkefrihedsforordningen af 1799
De fleste af tidsskrifterne holdt op, da Trykkefrihedsforordningen af 1799 trådte i kraft; Horrebows vedblev dog et års tid længere, og da kancelliet tænkte på at undertrykke det, fik Balle lejlighed til at vise, at al den modgang, han havde lidt, ikke havde givet ham lyst til at bruge verdslige midler i en åndelig strid. Han erklærede det for det største vanheld for kirken, hvis staten ville understøtte den ved sådanne midler:
| Citat | Ej var Peders Arm, væbnet med hans dragne Sværd, men Peders Mund, opladt til Christi Navns frimodige Bekendelse, den Klippe, som Christus vilde bygge sin Kirke paa; Vidner vil han have, ej Drabanter. | Citat |
|       | |       |

## Balles venner påskønner hans virksomhed
Der var dog en kreds, som påskønnede Balles virksomhed og særlig hans bibellæsninger; i denne indsamledes der 1797 bidrag til en hædersgave for ham, og der overleveredes ham en stor guldmedaille med indskriften: "Religionens Ven, Statens Ven. Mt. 10, 32. 1798".
Med det 19. århundredes begyndelse ophørte angrebene på kristendommen; ikke naturalismen, men den egentlige rationalisme havde sejret, og denne var enig med Balle i at modvirke revolutionstidens vantro. Balle har nok følt, at der manglede noget i den rationalistiske prædiken; men i mange måder stod han retningen nær, også for ham var Jesu guddommelige lære det vigtigste, og han delte tidens bestræbelser for at udbrede en bedre oplysning. Men da kampen var endt, var det ikke længer ham, der førte an; der opstod nye mænd, Henrik Georg Clausen, og flere, der nu fik større betydning.
Af de foranstaltninger, hvortil Balles navn er knyttet, må især nævnes almueskolevæsenets reform. Han var medlem af den kommission, der gennemførte denne lige fra 1789 til 1814. Her arbejdede han sammen med Christian Ditlev Reventlow, hvis religionsanskuelser stemmede godt overens med Balles. Denne tog sig særlig af det skolelærerseminarium, der oprettedes på Blaagaard, og det var en af hans største glæder, når det viste sig, at de seminarister, som udgik derfra, var dygtige lærere.
Derimod nærede han uvilje mod den reform af latinskolerne, som Hertugen af Augustenborg samtidig foretog. Der var heller ingen af alle den tids reformer, der stillede sig i så fjendtligt et forhold til kristendommen som denne. Oprindelig var det bestemt, at der i latinskolerne skulle undervises i "kristelig Religionsteori, som den af enhver kristelig Mening kunde antages", hvortil Balle med rette bemærkede, at han ikke vidste, hvilke troslærdomme der nu var til fælles for alle kristne, eftersom mange fornægtede de vigtigste stykker af symbolum apostolicum, den apostolske trosbekendelse.
Da den nye skoleplan 1797 skulle prøves i Vor Frue Skole, afslog han at være medlem af den nedsatte kommission, fordi Joachim Heinrich Campes  Ledetråd - Leitfaden beim christlichen Religions-Unterrichte für die sorgfältiger gebildete Jugend – skulle bruges som religionslærebog, og denne "indeholdt Deisme under et kristeligt Firma"; først da det blev opgivet at indføre Campes Ledetråd, indtrådte Balle i kommissionen, hvor han var med at skrive Forslag til det Pædagogiske Seminarium (1799), om oprettelsen af et seminari der skulle uddanne lærere for latinskolerne.
Balle har fortjenester af ordningen af den gejstlige brandkasse og enkekasse, især af oprettelsen af hjælpeenkekassen, der skulle udrede den ene pension, når der var to enker på et kald. Meget bryderi voldte de forandringer, der tilstræbtes og til dels var nødvendige med hensyn til tiendeydelsen. Den store landbokommission så i sine forslag kun på landvæsenets bedste, medens Balle forsvarede præsternes tarv.
Han kunne ikke forhindre, at der sluttedes mange for embederne ufordelagtige tiendeakkorder; men han har rimeligvis ikke så lidt del i, at anordningen af 8. januar 1810 ikke ligefrem indeholdt forbud mod tiendens ydelse i kjærven – et års afgrøde af en tægt i marken,  hvor tægt er en afdeling i markens omdrift.
Balle var en overordentlig flittig visitator; i 25 år visiterede han stiftet på det nærmeste fem gange rundt. På visitatserne befandt han sig bedst; det var hans glæde at tale med ungdommen i kirken. Over for præsterne var han mild; hvor deres levned eller prædiken var anstødelig, henvendte han sig helst til dem "i stille Venskab og Fortrolighed". Private angivelser slog han hen; en biskop, sagde han, skal ikke vide alt. Der var noget ved hans person, der gjorde indtryk på menighederne; både så almuen op til ham, og tillige følte den; at han, for at bruge et moderne udtryk, var en folkelig mand. Mindet om ham levede endnu i hans stift omkring år 1900.

## Kongelig konfessionarius 1800 – personlige sorger
I året 1800 blev Balle kongelig konfessionarius. Detnæste år delte han af et fuldt hjerte den begejstring, hvormed folket gik til krigen mod England. Under bombardementet 1807 gik han rundt på volden fra bastion til bastion og opmuntrede soldaterne til tappert forsvar, når fjenden skulle storme.
Men da var hans kraft brudt; hans tungsind tiltog med årene, hvortil kom huslige bekymringer. Hans anden hustru, der døde 1802, havde lidt af en slags sindssyge; en af hans sønner, der var lieutenant, løjtnant havde begået en uhæderlig handling, og faderen nødte næsten kronprinsen til at give ham afsked, fordi han anså ham for uværdig til at tjene i den danske hær. Sønnen gik da i østrigsk tjeneste og faldt ved Regensburg 1809.
Balles pengevæsen var i uorden, og han trykkedes af gæld. Kun i arbejdet fandt han tilfredshed; han har sagt: «Derfor ere vi Præster, at vi skulle arbejde og ikke have Hvile». Men nu svigtede kræfterne ham; i året 1808 tog han sin afsked og levede fra da af hos sin datter, der var gift med Gottsche Hans Olsen.
Han har næppe følt sig lykkelig i dette selskabelige hus, hvor alt drejede sig om æstetiske interesser. Pengesorgerne og tungsindet fulgte ham, indtil han 1816 døde med en bøn for kongen og kongehuset på læberne.
Liget bisattes i Sankt Petri Kirke i København og begravedes siden på Assistens Kirkegård, hvor det mindesmærke, Sjællands præster rejste ham, endnu findes.

## Eftermæle
Balles videnskabelige skrifter og prædikener har kun haft betydning for hans tid, og de var glemt, inden han selv døde; eftertiden har ikke fundet, at hans salmebog og lærebog gjorde fyldest i kirken; de viser, hvor vidt han troede at måtte gå i at rette sig efter tidens krav.
Hans storhed er, at han i sandhed var en biskop og tilsynsmand for sit stift; han var ingen lejesvend, der flyede, da ulven kom; men han forsvarede mandig sin plads og ofrede, hvad han havde at ofre, sin tid og sin nattesøvn, sin sindsro og det gode navn, han havde erhvervet, og som var ham dyrebart nok; men han bevarede en god samvittighed.
Derfor skal han også altid bevare en høj plads mellem Danmarks biskopper; mange af disse har overgået ham i evner og kundskaber, men ingen af dem har vist større fasthed og mod; hans levnedsbeskrivelse kan passende afsluttes med Pauli Ord: "Jeg har stridt den gode Strid, fuldkommet Løbet og bevaret Troe"».